# Juliette Gréco : Déshabillez-moi/Je hais les dimanches
Albums de Juliette Gréco
Juliette Gréco : Jolie Môme/Accordéon
(1983) Gréco 83
(1983)
Juliette Gréco : Déshabillez-moi/Je hais les dimanches est l'album studio volume 3 de l'anthologie discographique 1983 de Juliette Gréco.

## Titres
| 1.    | Non monsieur je n'ai pas vingt ans                                      | Henri Gougaud    | Gérard Jouannest | 3:46 |
| 2.    | Trois petites notes de musique (du film Une aussi longue absence)       | Henri Colpi      | Georges Delerue  | 4:08 |
| 3.    | Déshabillez-moi                                                         | Robert Nyel      | Gaby Verlor      | 3:45 |
| 4.    | La Javanaise                                                            | Serge Gainsbourg | Serge Gainsbourg | 3:34 |
| 5.    | Un petit poisson, un petit oiseau                                       | Jean-Max Rivière | Gérard Bourgeois | 1:21 |
| 6.    | Voir un ami pleurer                                                     | Jacques Brel     | Jacques Brel     | 3:26 |
| 7.    | La Chanson des vieux amants                                             | Jacques Brel     | Gérard Jouannest | 4:52 |
| 8.    | Je hais les dimanches (Prix Édith-Piaf d'interprétation Deauville 1951) | Charles Aznavour | Florence Véran   | 3:09 |
| 9.    | L'Enfant secret (titre d'origine L'Enfant)                              | Juliette Gréco   | Gérard Jouannest | 4:15 |
| 10.   | Chanson pour l'Auvergnat                                                | Georges Brassens | Georges Brassens | 3:17 |
| 11.   | Mon fils chante                                                         | Maurice Fanon    | Gérard Jouannest | 3:19 |
| 38:52 |                                                                         |                  |                  |      |

## Crédits
- Direction d'orchestre et arrangements : François Rauber
- Piano : Gérard Jouannest
- Direction artistique : Gérard Meys pour les Productions Alleluia (Paris)
- Prise de son : Jean-Claude Charvier
- Gravure : Master One
- Enregistrement : janvier à octobre 1982[2] au Studio 92 à Boulogne-Billancourt (Hauts-de-Seine)
- Distribution : Disc'AZ
- Album original : 33 tours / LP Stéréo  Disque Meys 2 258.240 sorti en janvier 1983
- Pochette : 
  - Recto, photo de Juliette Gréco prise par Irmeli Jung dans une rue du Quartier Saint-Germain-des-Prés
  - Verso, fac-similé d'une lettre manuscrite avec dessin (profil d'Orphée avec lyre) par Jean Cocteau, datée du 18 mars 1961
- Maquette : René Carel

## Thèmes et contexte
Le succès de Juliette Gréco marque le pas en France des années 1970 jusqu'à la fin des années 1980, ce qui la contraint à recourir à différentes maisons de productions (Philips, Disques Barclay, RCA Victor puis les Disques Meys). Juliette Gréco dresse alors, à ce moment de sa carrière où elle tourne surtout sur les scènes étrangères, son anthologie discographique en 3 volumes initiée par Gérard Meys. Ce sont, pour la plupart, des chansons qu'elle a créées ; mais également des reprises de chansons du patrimoine français et symboles de la France à l'étranger telles que : Le Temps des cerises, « chant d'amour révolutionnaire » et grand classique de la chanson française (créée par le ténor Antoine Renard en 1868), Mon homme (créée par Mistinguett en 1920), Parlez-moi d'amour (créée par Lucienne Boyer en 1931), Les Feuilles mortes (créée par Cora Vaucaire en 1946 et chanson du film Les Portes de la nuit) et Sous le ciel de Paris (créée par Jean Bretonnière dans le film Sous le ciel de Paris en 1951). 